# (2228) Союз-Аполлон
(2228) Союз-Аполлон (англ. Soyuz-Apollo) — астероид главного пояса, который был открыт 19 июля 1977 года советским астрономом Николаем Черных в Крымской обсерватории и назван в честь совместного советско-американского космического проекта Союз-Аполлон.

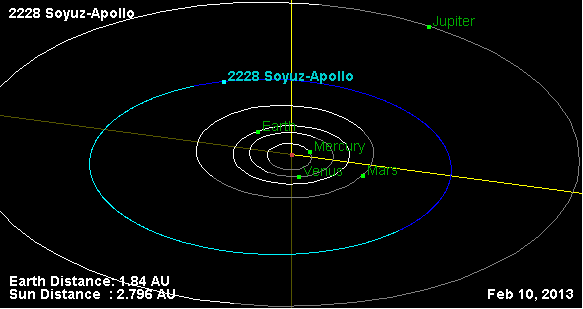
Орбита астероида Союз-Аполлон и его положение в Солнечной системе